# Oleg Wiktorowitsch Kisseljow
Oleg Wiktorowitsch Kisseljow (russisch Олег Викторович Киселёв, * 11. Januar 1967 in Jaroslawl) ist ein russischer Handballtrainer und ehemaliger Handballspieler, der zumeist auf Rückraum Mitte und Rückraum links eingesetzt wurde.

## Karriere
Der 1,99 m große und 105 kg schwere Rechtshänder begann seine Karriere 1984 bei Dinamo Astrachan, mit dem er 1990 sowjetischer Meister sowie 1989 und 1991 Vizemeister wurde. Im IHF-Pokal 1990/91 erreichte er das Halbfinale. 1992 wechselte er in die spanische Liga ASOBAL zu BM Granollers, mit dem er 1994 die Copa ASOBAL gewann. Anschließend unterschrieb er bei Bidasoa Irún. Dort holte er die EHF Champions League 1994/95 und stand im Jahr darauf erneut im Finale. 1995/96 gewann er die Supercopa Asobal und den spanischen Königspokal. Daraufhin ging er zu CB Cantabria Santander, mit dem er in seiner einzigen Spielzeit eine weitere Copa ASOBAL errang. Von 1997 bis zu seinem Karriereende 2004 lief er für Portland San Antonio auf. Mit der Mannschaft aus Pamplona gewann er den Königspokal 1999, den Europapokal der Pokalsieger 1999/2000, die Vereins-EM 1999/2000 sowie die Champions League 2001.
Mit der Sowjetischen Nationalmannschaft wurde Oleg Kisseljow bei der Weltmeisterschaft 1990 Vize-Weltmeister. Im gleichen Jahr gewann er die Goodwill Games. Mit dem Vereinten Team wurde er bei den Olympischen Spielen 1992 Olympiasieger. Für den Olympiasieg erhielt er die Auszeichnung Verdienter Meister des Sports der UdSSR. Mit der Russischen Nationalmannschaft holte er bei der Weltmeisterschaft 1993 den Titel. Ebenso erfolgreich war er bei der Europameisterschaft 1996 mit der Goldmedaille, 1994 holte er Silber. Bei den Olympischen Spielen 1996 wurde er Fünfter. Insgesamt bestritt er mindestens 130 Länderspiele.
In der Saison 2007/08 war Kisseljow Trainer beim spanischen Zweitligisten BM Lagunak.

## Erfolge
Verein
- Sowjetischer Meister 1990
- Copa ASOBAL 1994 und 1997
- Copa del Rey 1996 und 1999
- Supercopa Asobal 1996
- Champions League 1995 und 2001
- Europapokal der Pokalsieger 2000
- Verein-EM 2000

Nationalmannschaft
- Silber bei der Weltmeisterschaft 1990
- Gold bei den Goodwill Games 1990
- Gold bei den Olympischen Spielen 1992
- Gold bei der Weltmeisterschaft 1993
- Silber bei der Europameisterschaft 1994
- 5. Platz bei den Olympischen Spielen 1996
- Gold bei der Europameisterschaft 1996

## Privates
Oleg Kisseljow lebt in Pamplona. Seine Söhne Jaroslav (* 1991) und Oleg (* 1997) spielen ebenfalls Handball.